# Большая Китячка
Большая Китячка — река в России, протекает в Республике Татарстан и Кировской области. Устье реки находится в 12 км по левому берегу реки Бурец. Длина реки составляет 20 км.
Исток реки в Балтасинском районе Татарстана к северо-западу от деревни Новый Сардек и в 33 км к северо-западу от посёлка Кукмор. Вскоре после истока река начинает течь по территории Кукморского района, протекает Новый Сардек и перетекает в Малмыжский район Кировской области, где на реке стоят деревни Алдарово, Кошай, Старый Ноныгерь и село Большой Китяк. Ниже села река впадает в Бурец, который образует на данном участке границу Кировской области и Татарстана.

## Данные водного реестра
По данным государственного водного реестра России относится к Камскому бассейновому округу, водохозяйственный участок реки — Вятка от водомерного поста посёлка городского типа Аркуль до города Вятские Поляны, речной подбассейн реки — Вятка. Речной бассейн реки — Кама.
По данным геоинформационной системы водохозяйственного районирования территории РФ, подготовленной Федеральным агентством водных ресурсов:
- Код водного объекта в государственном водном реестре — 10010300512111100040319
- Код по гидрологической изученности (ГИ) — 111104031
- Код бассейна — 10.01.03.005
- Номер тома по ГИ — 11
- Выпуск по ГИ — 1